# Armand Pinsard
Armand Pinsard (ur. 28 maja 1887 w Nercillac, zm. 10 maja 1953 w Paryżu) – francuski as myśliwski z czasów I wojny światowej. Zaliczany do grona posiadaczy tytułu honorowego Balloon Buster. Łącznie odniósł 27 zwycięstw powietrznych.

## Służba wojskowa
Armand Pinsard wstąpił do armii w 1906 roku. Był dwukrotnie odznaczany za służbę w Afryce. W 1912 przeniósł się do Armée de l’air.

### Służba w czasie I wojny światowej
Kiedy rozpoczynała się wojna, służył w MS 23. 8 lutego 1915 dostał się do niewoli, po przymusowym lądowaniu na terenie wroga. Ponad rok później, po wielu nieudanych próbach, Pinsard razem ze współwięźniem uciekli przez wykopany pod czterometrową ścianą tunel. Po przeszkoleniu na nowych samolotach został przydzielony do N 26.
7 lipca 1916 brał udział, jako jeden z pierwszych lotników, w misji bliskiego wsparcia piechoty – wykonał co najmniej sześć nawrotów strzelając do niemieckich żołnierzy biorących udział w kontrataku na piechotę francuską. Następnie, wspólnie z trzema kolegami, brał udział w ataku na pociąg wiozący niemieckich żołnierzy, za co został odznaczony Legią Honorową V klasy.
Był prawdopodobnie pierwszym pilotem, który wykonał lot bojowy na SPADzie S.VII.

### Służba po I wojnie światowej
Podczas II wojny światowej służył w Groupe de Chasse 21. W czasie lotu bombowego 6 czerwca 1940 stracił nogę. Po wojnie został uwięziony za rzekomą kolaborację, ale później zrehabilitowany.
Umarł w Paryżu, podczas kolacji wydanej przez grupę weteranów lotnictwa. Został pochowany w Ceyzériat, w departamencie Ain.

## Odznaczenia
- Order Legii Honorowej II, III, IV i V klasy
- Medal Wojskowy
- Krzyż Wojenny 1914-1918
- brytyjski Krzyż Wojskowy
- marokański Order Alawitów